# Långtjärnen (Brunflo socken, Jämtland, 698703-145920)
Långtjärnen är en sjö i Östersunds kommun i Jämtland och ingår i Ljungans huvudavrinningsområde.